# Pavetta macrosepala
Pavetta macrosepala är en måreväxtart som beskrevs av William Philip Hiern. Pavetta macrosepala ingår i släktet Pavetta och familjen måreväxter.

## Underarter
Arten delas in i följande underarter:
- P. m. macrosepala
- P. m. puberula